# Samlagspriset
Samlagspriset (norska:Samlagsprisen), är ett norskt litterärt pris som årligen utdelas av Det Norske Samlaget till en författare som har utgivit minst en skönlitterär bok med hög kvalitet på förlaget under de senaste fem åren. 
Samlagspriset delades ut första gången i samband med förlagets 125-årsjubileum 1993. Priset var 2007 på 25 000 norska kronor.

## Pristagare
- 1993 – Lars Amund Vaage
- 1994 – Jon Fosse
- 1995 – Oskar Stein Bjørlykke
- 1996 – Helge Torvund
- 1997 – Per Olav Kaldestad
- 1998 – Rønnaug Kleiva
- 1999 – Oddmund Hagen
- 2000 – Einar Økland
- 2001 – Marit Kaldhol
- 2002 – Ragnar Hovland
- 2003 – Rolf Sagen
- 2004 – Eva Jensen
- 2005 – Finn Øglænd
- 2006 – Frode Grytten
- 2007 – Arnt Birkedal
- 2008 – Tove Bakke
- 2009 – Helga Gunerius Eriksen
- 2010 – Hilde Kristin Kvalvaag
- 2011 – Brit Bildøen
- 2012 – Jørgen Norheim
- 2014 – Jan Roar Leikvoll[1]
- 2019 – Marit Eikemo[2]
- 2020 – Katrine Sele[3]
- 2021 – Aina Basso
- 2022 – Alfred Fidjestøl
- 2023 – Brynjulf Jung Tjønn